# Bigidagoe
Denzel Joël Silos (Amsterdam, 10 juni 1997 – aldaar, 25 februari 2024), beter bekend onder zijn artiestennaam Bigidagoe, was een Nederlandse rapper. Zijn rapstijl wordt gekarakteriseerd als een Nederlandse vertaling van de Amerikaanse gangstarap uit de jaren 80 en 90.

## Carrière

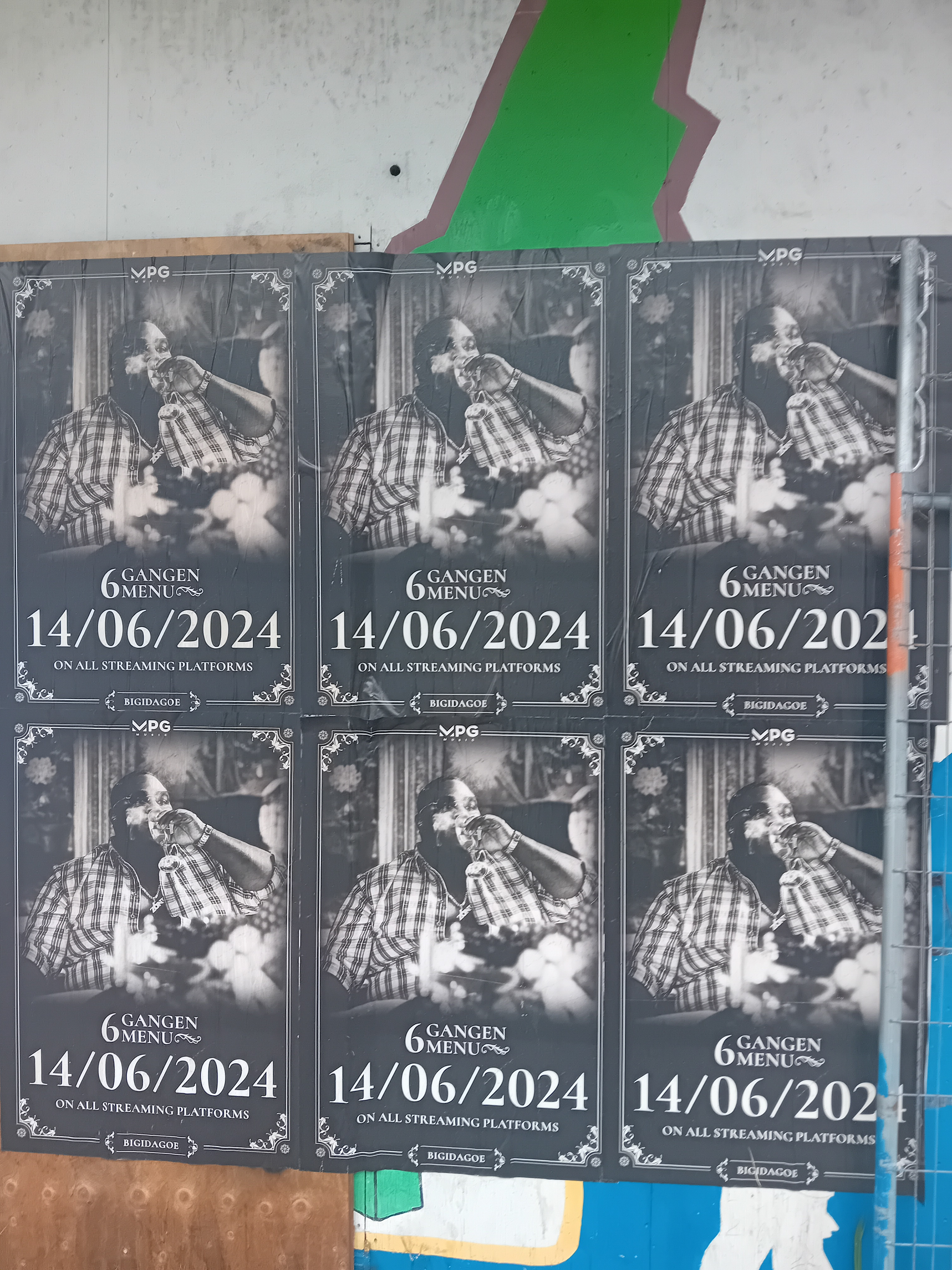
Posters in Amsterdam-West ter aankondiging van Bigidagoe's postuum uitgebrachte album Zes Gangen Menu.

De rapcarrière van Bigidagoe begon in 2014 toen hij het nummer 'Bodem' uitbracht. Een jaar later figureerde Bigidagoe bij een Zonamo Underground Spitsessie van de Amsterdamse rapper Sepa. De echte doorbraak van Bigidagoe volgde in 2018 toen hij optrad in een 101Barz-sessie met de rapformatie Zone6 ("Holendrecht"). Tot deze rapformatie, die door de autoriteiten als crimineel wordt bestempeld, behoort onder anderen JoeyAK die net als Bigidagoe afkomstig is uit de Amsterdamse woonwijk Holendrecht. De band tussen beide rappers was innig en Bigidagoe werd als de rechterhand van JoeyAK beschouwd.
Op 25 augustus 2020 werd Bigidagoe neergeschoten in de Amsterdamse Rivierenbuurt en raakte hierbij zwaargewond. Op 4 september 2020 bracht hij het nummer 'Opp Blazen' uit, waarin hij reageerde op de schietpartij. Bij het nummer werd bovendien een videoclip uitgebracht die gesitueerd is in een ziekenhuis. Deze videoclip genereerde in korte tijd meer dan een miljoen weergaven op YouTube en 'Opp Blazen' werd uiteindelijk geremixt door bekende artiesten als Mula B, MocroManiac en KA. De massale aandacht voor zowel de schietpartij als 'Opp Blazen' zorgde ervoor dat Bigidagoe definitief een bekend figuur werd binnen de Nederlandse rapscene.

## Vetes en criminaliteit
Naast zijn rapcarrière werd Bigidagoe veelvuldig in verband gebracht met criminaliteit. Zo ging zijn strafblad terug naar zijn twaalfde levensjaar, toen hij werd veroordeeld voor een straatroof. Bovendien liet Bigidagoe zich graag zien met dure spullen die volgens de opsporingsdiensten grotendeels gefinancierd werden door de handel in cocaïne.
In 2021 raakte Bigidagoe verwikkeld in een rapvete met de Amsterdamse rapper Chivv. Over en weer zouden er gouden kettingen gestolen zijn en werden er diss-nummers gepubliceerd.
De vete dreigde uit te monden in een gewapend conflict, waarop de politie besloot om beide rappers preventief te arresteren. Uiteindelijk kregen beiden een gebiedsverbod opgelegd om de vete te laten de-escaleren.
In oktober 2022 werd Bigidagoe gearresteerd op verdenking van het ontvoeren van de rapper Kobus L. in Duivendrecht. In december 2023 eiste het Openbaar Ministerie (OM) vervolgens een celstraf van vier jaar tegen Bigidagoe voor zijn mogelijke betrokkenheid. Als gevolg van zijn overlijden werd de zaak tegen Bigidagoe op 8 maart 2024 niet-ontvankelijk verklaard door de rechter. De strafzaak werd hiermee definitief beëindigd.

## Dood
In de vroege ochtend van 25 februari 2024 werd Bigidagoe neergeschoten bij een partycentrum aan de Rhoneweg op het bedrijventerrein Westpoort te Amsterdam. De kogels troffen het hart, de lever en een nier waarna hij zwaargewond naar het ziekenhuis werd gebracht en aldaar overleed aan zijn verwondingen. Op 2 maart 2024 werd Bigidagoe ter aarde besteld op begraafplaats Westgaarde in Amsterdam Nieuw-West.

### Nasleep
Het televisieprogramma Opsporing Verzocht besteedde op 27 februari 2024 aandacht aan de moord. Een dag later, op 28 februari 2024, werd op het vliegveld  Paris-Charles de Gaulle een verdachte aangehouden.
Daarnaast vonden er in de nacht van 27 op 28 februari 2024 meerdere explosies plaats in Amsterdam, waarbij tevens het woord 'war' ('oorlog') op de muren werd geklad. De politie vermoedde een verband tussen de moord op Bigidagoe en de bomaanslagen, waarop zij haar vrees uitte voor een verdere escalatie van geweld in de onderwereld.  Burgemeester Femke Halsema uitte desgevraagd soortgelijke zorgen in de Amsterdamse gemeenteraad. Deze latente dreigingen, die kort na de moord waren ontstaan, gaven de Mobiele Eenheid (ME) voldoende aanleiding om uit voorzorg aanwezig te zijn tijdens de uitvaartplechtigheid van Bigidagoe.
Vanwege alle opgelopen spanningen en emoties, besloot de stadsdeelvoorzitter van Amsterdam-Zuidoost, Tanja Jadnanansing, in de dagen na het overlijden van Bigidagoe, een bus rond te laten rijden door de woonwijk Holendrecht. In deze bus konden mensen terecht met hun frustaties, bezorgdheid, angst of andere gevoelens die waren losgemaakt door de moord.

#### Vervolging van de verdachte Shairone S.
Tijdens een eerste  pro-formazitting op 25 juni 2024, opperde het OM het vermoeden dat de kogels die Bigidagoe doodden niet voor hem bedoeld waren. Volgens het OM zouden de kogels bedoeld zijn geweest voor het broertje van de vriendin van Bigidagoe, nadat er eerder op de avond ruzie was ontstaan over een ketting van de vermoedelijke schutter.
Tijdens een tweede pro-formazitting op 17 september 2024, maakte het OM bekend dat de politie het wapen had gevonden waarmee Bigidagoe is gedood.
Gedurende de daaropvolgende derde pro-formazitting, op 28 februari 2025, bekende de verdachte Shairone S. dat hij in de nacht van 24 op 25 februari 2024 in een dronken toestand op een groep mensen had geschoten, met als gevolg dat Bigidagoe dodelijk gewond raakte. Shairone S. verklaarde tevens dat hij pas later op de hoogte was gekomen van de dodelijke afloop van het schietincident en benadrukte dat dit niet zijn bedoeling was geweest.
Op 28 maart 2025 eiste het OM een celstraf van 16 jaar tegen Shairone S. voor de moord op Bigidagoe. Twee weken later, op 11 april 2025, werd Shairone S.  door de rechtbank veroordeeld tot een gevangenisstraf van 14 jaar wegens doodslag. Daarnaast werd Shairone S. door de rechtbank verplicht om ruim 82.000 euro schadevergoeding te betalen aan de nabestaanden van Bigidagoe.

## Discografie

### Hitnoteringen
| Lied                                                                 | Verschijnen     | Album             | Hitlijsten   | Hitlijsten   |
| Lied                                                                 | Verschijnen     | Album             | NL (Top 100) | NL (Top 100) |
| Lied                                                                 | Verschijnen     | Album             | Piek         | Weken        |
| -------------------------------------------------------------------- | --------------- | ----------------- | ------------ | ------------ |
| Opp Blazen (remix) (met KA, Mula B, JoeyAK, Drechter en MocroManiac) | 6 november 2020 | —                 | 80           | 1            |
| Platzak (met Esko, Jack en Vic9)                                     | 11 juni 2021    | Feniks (van Esko) | 35           | 4            |

### Albums
| - Zes Gangen Menu (2024) (postuum) |

### Nummers
| - Bodem (2014) - Holendrecht Anthem (met JoeyAK, Lucc, Bright, JayKoppig en J-Boy) (2018) - B.I.G (2018) - Billen & Tieten (2019) - Zware Jongen (met JoeyAK) (2020) - Je Vind Niet Erg Toch (met Drechter) (2020) - 1Serie (2020) - Ze Willen Ons Niet Goed Zien (2020) - Opp Blazen (2020) - Opp Blazen Remix (met KA, Mula B, JoeyAK, Drechter en MocroManiac) (2020) - Trappenhal (2021) - Rosé (met Hekje31) (2021) - Platzak (met Esko, Jack en Vic9) (2021) - Urus Sessie (2021) - Wat Denk Je Dat Ik Zoek (met JoeyAK, Hekje31 en JayKoppig) (2021) | - Voodoo (met JoeyAK, Hekje31, Drechter en JayKoppig) (2021) - Gangshit (met Henkie T) (2021) - Sexy Met Belly (met Architrackz) (2022) - Afblazen (2022) - Laatste Drip (met Hekje31, JoeyAK, Drechter en JayKoppig) (2022) - Keuzes (2023) - Never Meer Broke Zijn (met Drechter) (2023) - Claimen (met Jonna Fraser) (2023) - What You Gon Do (met Geechi, BKO en Boat) (2023) - AMG (2023) - Gang De La Gang (met Ashafar en Drechter) (2023) - .40 (met Vic9) (2024) - Big Dawg (met Vic9) (2024) - Rustplaats (2024) (postuum) - Givenchy (2024) (postuum; met Hakmadafack) |

### Sessies
| - Spitsessie CCXCVII Zonamo Underground (met Sepa) (2015) - Freestyle Friday - Episode 5 - JoeyAK/Bigidagoe (met JoeyAK) (2016) - HOLENDRECHT \| Studiosessie 293 \| 101Barz (met JoeyAK, JayKoppig, Johndo, Chievvo, Drechter, Bright en JBoy) (2018) - 101Barz Studiosessie 367 (met Hekje31 en Drechter) (2020) - MPG \| Wintersessie 2022 \| 101Barz (met Drechter, Hekje31 en JayKoppig) (2022) |

## Trivia
- Als eerbetoon heeft rapper en muziekproducent Esko een muurschildering van Bigidagoe in zijn studio laten plaatsen.[42]
- Stichting Feis heeft een door haar geplaatste waterput vernoemd naar Bigidagoe.[43]